# Tűzvörös szarvascsőrű
A tűzvörös szarvascsőrű vagy más néven filippin szarvascsőrű (Buceros hydrocorax) a madarak (Aves) osztályának a szarvascsőrűmadár-alakúak (Bucerotiformes) rendjéhez, ezen belül a szarvascsőrűmadár-félék (Bucerotidae) családjához tartozó faj.

## Előfordulása
A Fülöp-szigetek területén honos.
A Délkelet-Ázsiában őshonos homrai (Buceros bicornis) legközelebbi rokon faja, azt helyettesíti a Fülöp-szigeteken.
Elsődlegesen esőerdőkben él, de megtalálható másodlagos erdőkben is.

## Alfajai
- Buceros hydrocorax hydrocorax – (Linnaeus, 1766), Luzon és Marinduque
- Buceros hydrocorax semigaleatus – (Tweeddale, 1878), Samar, Leyte, Bohol, Panaon, Biliran, Calicoan és Buad szigetein honos
- Buceros hydrocorax mindanensis – (Tweeddale, 1877), Dinagat, Siargao, Mindanao és Basilan szigetein él.

## Megjelenése
Egyike a legnagyobb testű szaravascsőrű fajoknak a Fülöp-szigeteken. 
Testén a tollazat gesztenyebarna, szárnyai valamivel sötétebbek. Torkán jellegzetes sárga folt látható. Farka fehéres színű. Szeme körül a tollazat fekete, így olyan mintha sötét maszkot viselne.
Csőre az északi szigeteken élő alfajnál egyöntetű vörös színű, míg a másik kettő alfajnál a csőr első része fakó sárga.

## Természetvédelmi helyzete
Helyenként még gyakori faj, elsősorban a Luzon szigeti Sierra Madre-hegységben élnek még nagyobb állományai. 
Az élelmezési célú vadászat és az erdőirtás azonban fontos veszélyeztető tényezők, ezért a Természetvédelmi Világszövetség Vörös Listáján a „mérsékelten veszélyeztetett” kategóriába sorolja a fajt.
Összehangolt tenyésztéssel próbálják meg megmenteni a fajt. Európában az Európai Állatkertek és Akváriumok Szövetsége felügyelete alá tartozó Európai Veszélyeztetett Fajok Programja (EEP) keretében tenyésztik a faj egyedeit.

## Külső hivatkozás
- Képek az interneten a fajról
- Ibc.lynxeds.com - videók a fajról